# A halott túlélő
A halott túlélő (eredeti cím: After.Life) 2009-ben bemutatott pszichológiai amerikai horror-thriller, amelyet Agnieszka Wójtowicz-Vosloo rendezett. A főszerepet Christina Ricci, Liam Neeson és Justin Long alakítja.
Az  AFI Filmfesztiválon mutatták be 2009. november 7-én. Magyarországon DVD-n jelent meg szinkronizálva.

## Cselekmény
Borzalmas autóbalesete után Anna (Christina Ricci) arra ébred, hogy Eliot Deacon (Liam Neeson) temetkezési vállalkozó előkészíti testét a temetésére. A zavart és megrémült Anna nem hiszi el, hogy meghalt, annak ellenére, hogy Eliot nyugtatgatja őt, a lány már túlvilág felé tart. Eliot meggyőzi, hogy képes kommunikálni a halottakkal, és ő az egyetlen, aki segíthet neki. A ravatalozóban rekedve Eliot kivételével senkihez nem tud segítségért fordulni. Anna kénytelen szembenézni legmélyebb félelmeivel és elfogadni saját halálát. Anna gyászoló barátja, Paul (Justin Long) még mindig arra gyanakszik, hogy Eliot nem az, akinek mutatja magát. A temetés közeledtével Paul egyre közelebb kerül a zavaró igazság felderítéséhez, de már késő; Anna már elkezdett a másik oldal felé menni.
A temetés napján, ahogy Annát eltemetik, a szomorú Paul italba folytja bánatát és ittas állapotban kiássa barátnője tetemét, hogy meggyőződjön arról, életben van-e. Azonban egy mentőautó érkezik a helyszínre és Anna elmondja barátjának, hogy a holttestét éppen most készítik elő a boncasztalon. Ekkor kiderül, hogy Paul meghalt a temető felé tartó úton, ahol összeütközött egy másik autóval. Elliot előkészíti testét a temetésére, majd egy trokárt szúr belé. Ugyanakkor beigazolódik, hogy Elliot végig igazat mondott a halottakkal történő kommunikálásáról.

## Szereplők
| Szerep          | Színész             | Magyar hang   |
| --------------- | ------------------- | ------------- |
| Anna Taylor     | Christina Ricci     | Botos Éva     |
| Eliot Deacon    | Liam Neeson         | Csernák János |
| Paul Coleman    | Justin Long         | Haumann Máté  |
| Tom Peterson    | Josh Charles        | Széles Tamás  |
| Beatrice Taylor | Celia Weston        | Szabó Éva     |
| Jack            | Chandler Canterbury | Bogdán Gergő  |
| Mrs. Whitehall  | Rosemary Murphy     | N/A           |
| Vincent Miller  | Shuler Hensley      | Vári Attila   |
| Graham atya     | Malachy McCourt     | N/A           |
| Mrs. Hutton     | Alice Drummond      | Kassai Ilona  |

## A film készítése
A halott túlélő forgatását 2008 december végén fejezték be New Yorkban, Bill Perkins és Celine Rattray produceri vezényletével. Galt Niederhoffer és Pam Hirsch a Plum Pictures ügyvezető producerei, Edwin Marshall és James Swisher pedig a Harbor Light producerei. A jeleneteket a New York-i Lynbrookban forgatták 2008 december elején.

## Bemutató
A halott túlélő világpremierje a Los Angeles-i AFI Filmfesztiválon volt 2009. november 7-én. Az Anchor Bay Entertainment, az Overture Films részlege mozibemutatásra való jogokat szerzett az Amerikai Egyesült Államokban és az Egyesült Királyságban. A film R-besorolást kapott Christina Ricci meztelen jelenetei miatt, és 2010. április 9-én, korlátozott kiadásban jelent meg. Az Anchor Bay 2010. augusztus 3-án jelenítette meg a filmet DVD-n és Blu-ray-en.